# Silvester-Turnier 2021/22
Das 1. Silvester-Turnier 2021/22 (offiziell FIS Silvester Tournament 2021/22) war als Weltcupspringen Teil des Skisprung-Weltcups 2021/22 und fand vom 30. Dezember 2021 bis 1. Januar 2022 in Ljubno, Slowenien statt. Der Wettbewerb bestand aus zwei Einzelspringen der Damen, die im K.-o.-System ausgetragen wurden. Die Gewinnerin erhielt eine Goldene Eule als Kunstwerk im Wert von weit über 10.000 Euro und zusätzlich 10.000 Schweizer Franken.

## Programm und Zeitplan
Das Programm des Silvester-Turniers wurde auf drei Tage aufgeteilt.
| \| Ljubno \| |
| Ljubno       |

| Ljubno |

## Teilnehmende Nationen und Athletinnen
Es nahmen 71 Skispringerinnen aus 18 Nationen am Silvester-Turnier teil.
| Nation                   | Anzahl               | Athletin |
| Europa (14 Nationen)     | Europa (14 Nationen) | Europa (14 Nationen) |
| ------------------------ | -------------------- | --- |
| Deutschland              | 6                    | Katharina Althaus, Selina Freitag, Pauline Heßler, Anna Rupprecht, Juliane Seyfarth, Carina Vogt                                                                                          |
| Estland                  | 1                    | Annemarii Bendi (nur Silvesterspringen) |
| Finnland                 | 2                    | Jenny Rautionaho, Julia Kykkänen |
| Frankreich               | 2                    | Julia Clair, Joséphine Pagnier |
| Italien                  | 3                    | Martina Zanitzer, Jessica Malsiner, Martina Ambrosi |
| Norwegen                 | 3                    | Thea Minyan Bjørseth, Anna Odine Strøm, Silje Opseth |
| Österreich               | 6                    | Sophie Sorschag, Lisa Eder, Jacqueline Seifriedsberger, Eva Pinkelnig, Daniela Iraschko-Stolz, Marita Kramer                                                                              |
| Polen                    | 2                    | Nicole Konderla, Anna Twardosz |
| Rumänien                 | 4                    | Andreea Diana Trâmbițaș, Delia Folea, Alessia Mîțu-Cosca, Daniela Haralambie |
| Russland                 | 6                    | Lidija Artjomowna Jakowlewa, Irma Georgijewna Machinja, Sofja Dmitrijewna Tichonowa, Kristina Prokopeva, Aleksandra Kustova, Irina Andrejewna Awwakumowa                                  |
| Schweden                 | 1                    | Astrid Norstedt |
| Slowenien                | 6+6                  | Urša Bogataj, Ema Klinec, Nika Križnar, Špela Rogelj, Jerneja Brecl, Nika Prevc Nationale Gruppe: Lara Logar, Tinkara Komar, Maja Vtič, Nika Vetrih, Jerneja Repinc Zupančič, Katra Komar |
| Tschechien               | 4                    | Štěpánka Ptáčková, Klára Ulrichová, Anežka Indráčková, Karolína Indráčková |
| Ukraine                  | 1                    | Tetjana Pylyptschuk |
| Nordamerika (2 Nationen) |                      | |
| Kanada                   | 3                    | Natalie Eilers, Nicole Maurer, Alexandria Loutitt |
| Vereinigte Staaten       | 5                    | Nina Lussi, Anna Hoffmann, Annika Belshaw, Logan Sankey, Paige Jones |
| Asien (2 Nationen)       |                      | |
| Japan                    | 5                    | Haruka Iwasa, Yūki Itō, Yūka Setō, Kaori Iwabuchi, Sara Takanashi |
| Volksrepublik China      | 5                    | Zeng Ping, Wang Liangyao, Peng Qingyue, Li Xueyao, Dong Bing |

## Bericht

### Vorbericht
Es hatten sich mehr als 80 Athletinnen aus 19 Ländern für die Qualifikation angemeldet, das ist eine Rekordzahl gegenüber allen Vorjahren. Das Organisationskomitee des Silvester-Turniers gab kurz vor Weihnachten 2021 bekannt, dass die Wettbewerbe wegen der COVID-19-Pandemie ohne Zuschauer stattfinden. Die Zuschauer konnten trotzdem die Wettbewerbe am TV-Bildschirm verfolgen. Wegen einer Coronainfektion konnte die beste Schwedin der Saison 2021/22, Frida Westman, nicht am Silvester-Turnier teilnehmen.

### Donnerstag, 30. Dezember 2021, offizielles Training & Qualifikation

#### Offizielles Training
Das erste Training gewann die Slowenin Ursa Bogataj mit 90,5 Metern vor der Japanerin Sara Takanashi (92,5 m) und der Österreicherin Marita Kramer (88,5 m) mit der Deutschen Katharina Althaus (88 m). Auch das zweite Training gewann die Slowenin Ursa Bogataj mit 91 Metern vor der Österreicherin Daniela Iraschko-Stolz (90 m) und der Deutschen Katharina Althaus (90 m).

#### Qualifikation
Es mussten sich nicht 40, wie sonst üblich, sondern 50 Athletinnen für das erste K.-o.-System der Geschichte des Damenskispringens qualifizieren. Die Qualifikation gewann die Österreicherin Marita Kramer mit 91,5 Meter und 144 Punkten vor der Slowenin Ema Klinec (91 m und 141,4 Punkte) und der Slowenin Urša Bogataj (92,5 m und 139,9 Punkte). Anemarii Bendi aus Estland konnte bei der Qualifikation nicht an den Start gehen, weil ihr Trainer COVID-19-positiv war. Lidiia Iakovleva aus Russland wurde wegen eines irregulären Anzugs disqualifiziert.

### Freitag, 31. Dezember 2021, Probedurchgang und Silvesterspringen

#### Probedurchgang
Die Slowenin Ursa Bogataj (90 Meter) gewann den Probedurchgang vor der Japanerin Sara Takanashi (92 m) und der Österreicherin Marita Kramer (91 m). Als Vierte reihte sich die Österreicherin Daniela Iraschko-Stolz (88,5 m) ein. Fünfte und sechste wurden die Sloweninnen Ema Klinec (88 m) und Nika Kriznar (88,5 m). Außerdem reihten sich in den Top Ten Katharina Althaus (89 m) aus Deutschland, Eva Pinkelnig (87,5 m) aus Österreich, Alexandria Loutitt (87,5 m) aus Kanada und Silje Opseth (85 m) aus Norwegen ein. Die Polin Nicole Konderla kam auf 81,5 Meter und wurde 36.

#### Silvesterspringen
Im ersten Durchgang, der im K.-o.-System ausgetragen wurde, landete die Polin Nicole Konderla auf 76 Metern und verlor ihr Duell gegen die Norwegerin Anna Odine Ström (83 m) und kam auf den 47. Platz. Die Deutschen Pauline Heßler, Juliane Seyfarth und Anna Rupprecht gewannen ihre Duelle. Dagegen schieden Selina Freitag und Carina Vogt im ersten Durchgang aus. Auch die Tschechin Anežka Indráčková verlor ihr Duell gegen die Deutsche Katharina Althaus. Vor dem Sprung der Slowenin Ursa Bogataj wurde der Anlauf verkürzt; sie landete auf 84,5 Metern und wurde Sechste. Die 19-jährige Italienerin Jessica Malsiner verlor ihr Duell gegen die Österreicherin Marita Kramer und wurde am Ende 46.
Nach dem ersten Durchgang führte die Österreicherin Marita Kramer vor den Sloweninnen Nika Križnar und Ema Klinec. Die fünf Athletinnen Daniela Haralambie aus Rumänien, Aleksandra Kustowa aus Russland, Sofja Tikhonowa aus Russland, Irma Georgijewna Machinja aus Russland und Yuki Ito aus Japan gingen als Lucky Loser in den zweiten Durchgang. Im Finale konnte Križnar an der Österreicherin Kramer vorbeiziehen und gewann den ersten Teil des Silvester-Turniers. Die Österreicherin Daniela Iraschko-Stolz, die dreimal in Ljubno gewinnen konnte, wurde Siebte, somit zweitbeste Österreicherin und dahinter noch in den Top Ten landeten die Österreicherinnen Lisa Eder und Eva Pinkelnig. Josephine Pagnier aus Frankreich wurde 12., ihr bestes Saisonergebnis 2021/22. Jacqueline Seifriedsberger und Sophie Sorschag, beide aus Österreich, wurden 16. und 22. Beim Einzelspringen gab der frühere Vierschanzen-Tournee-Sieger Thomas Diethart den Österreicherinnen als Co-Trainer seinen Einstand.

### Samstag, 1. Januar 2022, Probedurchgang, Qualifikation und Neujahrsspringen

#### Probedurchgang
Den Probedurchgang gewann die Japanerin Sara Takanashi mit 97 Metern vor den Sloweninnen Urša Bogataj (89,0 m) und Nika Križnar (88,0 m). Die beiden Polinnen Nicole Konderla (45. mit 80,5 m) und Anna Twardosz (51. mit 76,5 m) konnten mit ihren Sprüngen nicht überzeugen.

#### Qualifikation
Die Qualifikation zum Neujahrsspringen gewann die Slowenin Urša Bogataj mit 92 Metern vor der Japanerin Sara Takanashi (89 m) und der Sloweinin Ema Klinec (88,5 m). Katharina Althaus (87 m) aus Deutschland wurde vierte und die Slowenin Nika Kriznar (87,5 m) kam auf den fünften Platz. Die beiden Skispringerinnen aus Polen schieden schon in der Qualifikation aus. Nicole Konderla landete auf dem 51. Platz (76,5 m) und Anna Twardosz kam auf den 63. Platz (73,5 m). Die Deutsche Selina Freitag hatte sich eigentlich für den ersten Durchgang qualifiziert, wurde aber im Nachgang wegen eines nicht regelkonformen Anzugs disqualifiziert.

#### Neujahrsspringen
Auch das Neujahrsspringen fand im K.-o.-System statt. Im ersten Durchgang sprang die Japanerin Sara Takanashi auf 95 Meter und setzte sich mit 3 Punkten Vorsprung vor der Slowenin Ursa Bogataj (93,5 m) und 5,9 Punkten vor der Österreicherin Marita Kramer (91,5 m) auf den ersten Platz. Vierte und Fünfte wurden die Sloweninnen Nika Kriznar (87,5 m) und Nika Prevc (86,5 m) und Sechste die Deutsche Katharina Althaus (86 m). Die Deutsche Anna Rupprecht konnte sich im  Duell gegen ihre Landsfrau Pauline Heßler nicht durchsetzen, schied aus und wurde 38. Die Deutsche Carina Vogt, die in ihrem Duell gegen Nika Prevc aus Slowenien chancenlos war, wurde am Ende 49.
Für das Finale als fünf beste Lucky Loser qualifizierten sich Alexandria Loutitt aus Kanada, Irma Georgijewna Machinja aus Russland, Karolína Indráčková aus Tschechien, Haruka Iwasa aus Japan und Juliane Seyfarth aus Deutschland. Das Finale gewann die Japanerin Sara Takanashi (89 m), die sich damit ihren 61. Sieg sichern konnte. Dahinter landeten die Slowenin Urša Bogataj (88 m) und die Österreicherin Marita Kramer (89,5 m). Auf den vierten, fünften und sechsten Platz kamen Ema Klinec (94,5 m) aus Slowenien, Nika Kriznar (91,5 m) aus Slowenien und Daniela Iraschko-Stolz (92 m) aus Österreich. Die Slowenin Nika Prevc (84 m) wurde Siebte, die Deutsche Katharina Althaus Achte (86 m), die Japanerin  Yuka Seto (86 m) wurde Neunte und die Österreicherin Eva Pinkelnig (87 m) Zehnte.
Die Österreicherin Marita Kramer gewann das Silvester-Turnier 2021/22, erhielt die Goldene Eule als Kunstwerk und zusätzlich 10.000 Schweizer Franken.

## Ergebnisse

### Silvesterspringen

#### K.-o.-Duelle
| Springerin 1                     | Weite  | Punkte |  | Springerin 2                    | Weite  | Punkte |
| -------------------------------- | ------ | ------ |  | ------------------------------- | ------ | ------ |
| Aleksandra Kustova (LL)          | 81,5 m | 106,1  |  | Sophie Sorschag (S)             | 85,0 m | 111,2  |
| Selina Freitag                   | 79,5 m | 102,6  |  | Juliane Seyfarth (S)            | 82,0 m | 104,6  |
| Daniela Haralambie (LL)          | 81,5 m | 106,7  |  | Joséphine Pagnier (S)           | 84,0 m | 113,5  |
| Nicole Konderla                  | 76,0 m | 091,2  |  | Anna Odine Strøm (S)            | 83,0 m | 109,5  |
| Karolína Indráčková              | 77,5 m | 098,1  |  | Anna Rupprecht (S)              | 79,5 m | 104,4  |
| Jenny Rautionaho                 | 79,5 m | 098,7  |  | Irina Andrejewna Awwakumowa (S) | 83,5 m | 113,3  |
| Yūki Itō (LL)                    | 78,5 m | 102,7  |  | Pauline Heßler (S)              | 79,5 m | 103,0  |
| Peng Qingyue                     | 78,0 m | 095,6  |  | Jerneja Brecl (S)               | 83,5 m | 106,9  |
| Irma Georgijewna Machinja (LL)   | 81,5 m | 103,1  |  | Kaori Iwabuchi (S)              | 81,5 m | 103,5  |
| Sofja Dmitrijewna Tichonowa (LL) | 81,0 m | 105,1  |  | Thea Minyan Bjørseth (S)        | 86,0 m | 117,4  |
| Kristina Prokopeva               | 77,5 m | 095,3  |  | Alexandria Loutitt (S)          | 82,5 m | 110,0  |
| Carina Vogt                      | 75,5 m | 090,0  |  | Jacqueline Seifriedsberger (S)  | 85,0 m | 111,4  |
| Wang Liangyao                    | 78,0 m | 097,2  |  | Yūka Setō (S)                   | 85,0 m | 115,6  |
| Julia Kykkänen                   | 80,0 m | 101,3  |  | Eva Pinkelnig (S)               | 87,0 m | 120,1  |
| Katra Komar                      | 78,0 m | 094,3  |  | Nika Prevc (S)                  | 86,0 m | 119,0  |
| Jerneja Repinc Zupančič          | 76,0 m | 092.4  |  | Lisa Eder (S)                   | 85,5 m | 119,4  |
| Maja Vtič                        | 77,0 m | 098,3  |  | Daniela Iraschko-Stolz (S)      | 86,0 m | 119,8  |
| Klára Ulrichová                  | 79,0 m | 097,2  |  | Nika Križnar (S)                | 91,5 m | 131,7  |
| Dong Bing                        | 77,5 m | 097,8  |  | Silje Opseth (S)                | 83,5 m | 114,6  |
| Lara Logar                       | 73,0 m | 087,5  |  | Špela Rogelj (S)                | 83,0 m | 109,6  |
| Julia Clair                      | 73,5 m | 086,0  |  | Sara Takanashi (S)              | 92,0 m | 124,8  |
| Anežka Indráčková                | 81,0 m | 102,2  |  | Katharina Althaus (S)           | 91,0 m | 127,5  |
| Haruka Iwasa                     | 75,0 m | 092,7  |  | Urša Bogataj (S)                | 84,5 m | 121,6  |
| Nika Vetrih                      | 79,0 m | 101,5  |  | Ema Klinec (S)                  | 91,0 m | 130,4  |
| Jessica Malsiner                 | 75,0 m | 092,1  |  | Marita Kramer (S)               | 94,0 m | 134,7  |

S: Qualifiziert durch den Sieg im K.o.- Duell
LL: Qualifiziert als Lucky Loser

#### Endergebnis
| Rang | Name                        | Weite 1     | Weite 2     | Punkte |
| ---- | --------------------------- | ----------- | ----------- | ------ |
|      | Nika Križnar                | 91,5 m 0(2) | 94,5 m 0(1) | 263,7  |
|      | Marita Kramer               | 94,0 m 0(1) | 89,0 m 0(4) | 259,9  |
|      | Ema Klinec                  | 91,0 m 0(3) | 91,0 m 0(3) | 257,2  |
| 04   | Urša Bogataj                | 84,5 m 0(6) | 91,5 m 0(2) | 249,6  |
| 05   | Katharina Althaus           | 91,0 m 0(4) | 84,5 m 0(9) | 246,2  |
|      | Sara Takanashi              | 92,0 m 0(5) | 87,0 m 0(6) | 246,2  |
| 07   | Daniela Iraschko-Stolz      | 87,0 m 0(8) | 89,0 m 0(5) | 243,6  |
| 08   | Lisa Eder                   | 85,5 m 0(9) | 90,0 m 0(7) | 239,1  |
| 09   | Eva Pinkelnig               | 87,0 m 0(7) | 85,0 m (11) | 237,7  |
| 10   | Thea Minyan Bjørseth        | 86,0 m (11) | 85,0 m (10) | 235,4  |
| 11   | Nika Prevc                  | 86,0 m (10) | 88,5 m (13) | 235,0  |
| 12   | Joséphine Pagnier           | 84,0 m (14) | 86,5 m (14) | 228,6  |
| 13   | Silje Opseth                | 83,5 m (13) | 84,0 m (15) | 227,1  |
| 14   | Špela Rogelj                | 83,0 m (19) | 88,0 m (12) | 226,6  |
| 15   | Yūka Setō                   | 86,0 m (12) | 83,0 m (18) | 226,3  |
| 16   | Aleksandra Kustova          | 81,5 m (23) | 86,5 m 0(8) | 225,4  |
| 17   | Jacqueline Seifriedsberger  | 85,0 m (16) | 82,5 m (19) | 221,7  |
| 18   | Irina Andrejewna Awwakumowa | 83,5 m (15) | 79,5 m (23) | 220,6  |
| 19   | Alexandria Loutitt          | 82,5 m (18) | 83,0 m (21) | 219,4  |
|      | Anna Odine Strøm            | 83,0 m (20) | 84,5 m (20) | 219,4  |
| 21   | Daniela Haralambie          | 81,5 m (22) | 83,5 m (15) | 219,2  |
| 22   | Sophie Sorschag             | 85,0 m (17) | 80,5 m (25) | 217,3  |
| 23   | Sofja Dmitrijewna Tichonowa | 81,0 m (24) | 83,5 m (17) | 216,2  |
| 24   | Pauline Heßler              | 79,5 m (29) | 81,5 m (22) | 211,2  |
| 25   | Juliane Seyfarth            | 82,0 m (25) | 83,0 m (24) | 211,0  |
| 26   | Jerneja Brecl               | 83,5 m (21) | 80,0 m (28) | 209,9  |

| Rang                                          | Name                      | Weite 1     | Weite 2     | Punkte |
| --------------------------------------------- | ------------------------- | ----------- | ----------- | ------ |
| 27                                            | Anna Rupprecht            | 79,5 m (26) | 81,0 m (26) | 209,3  |
| 28                                            | Yūki Itō                  | 78,5 m (30) | 79,5 m (27) | 207,5  |
| 29                                            | Kaori Iwabuchi            | 80,5 m (27) | 78,5 m (29) | 201,8  |
| 30                                            | Irma Georgijewna Machinja | 81,5 m (28) | 78,5 m (30) | 200,3  |
| Für den zweiten Durchgang nicht qualifiziert: |                           |             |             |        |
| 31                                            | Selina Freitag            | 79,5 m (31) | –           | 102,6  |
| 32                                            | Anežka Indráčková         | 81,5 m (32) | –           | 102,2  |
| 33                                            | Nika Vetrih               | 79,0 m (33) | –           | 101,5  |
| 34                                            | Julia Kykkänen            | 80,0 m (34) | –           | 101,3  |
| 35                                            | Jenny Rautionaho          | 79,5 m (35) | –           | 098,7  |
| 36                                            | Maja Vtič                 | 77,0 m (36) | –           | 098,3  |
| 37                                            | Karolína Indráčková       | 77,5 m (37) | –           | 098,1  |
| 38                                            | Dong Bing                 | 77,5 m (38) | –           | 097,8  |
| 39                                            | Wang Liangyao             | 78,0 m (39) | –           | 097,2  |
|                                               | Klára Ulrichová           | 79,0 m (39) | –           | 097,2  |
| 41                                            | Peng Qingyue              | 78,0 m (41) | –           | 095,6  |
| 42                                            | Kristina Prokopeva        | 77,5 m (42) | –           | 095,3  |
| 43                                            | Katra Komar               | 78,0 m (43) | –           | 094,3  |
| 44                                            | Haruka Iwasa              | 75,0 m (44) | –           | 092,7  |
| 45                                            | Jerneja Repinc Zupančič   | 76,0 m (45) | –           | 092,4  |
| 46                                            | Jessica Malsiner          | 75,0 m (46) | –           | 092,1  |
| 47                                            | Nicole Konderla           | 76,0 m (47) | –           | 091,2  |
| 48                                            | Carina Vogt               | 75,5 m (48) | –           | 090,0  |
| 49                                            | Lara Logar                | 73,0 m (49) | –           | 087,5  |
| 50                                            | Julia Clair               | 73,5 m (50) | –           | 086,0  |

### Neujahrsspringen

#### K.-o.-Duelle
| Springerin 1                    | Weite  | Punkte |  | Springerin 2                    | Weite  | Punkte |
| ------------------------------- | ------ | ------ |  | ------------------------------- | ------ | ------ |
| Thea Minyan Bjørseth (S)        | 85,5 m | 115,3  |  | Lisa Eder                       | 79,0 m | 101,8  |
| Daniela Haralambie (S)          | 80,5 m | 106,5  |  | Juliane Seyfarth (LL)           | 78,0 m | 101,9  |
| Julia Kykkänen                  | 75,5 m | 095,4  |  | Jacqueline Seifriedsberger (S)  | 84,5 m | 111,8  |
| Anna Odine Strøm (S)            | 85,5 m | 117,0  |  | Yūki Itō                        | 78,0 m | 100,9  |
| Maja Vtič                       | 78,0 m | 100,8  |  | Kaori Iwabuchi (S)              | 80,0 m | 105,7  |
| Kristina Prokopeva              | 73,5 m | 092,0  |  | Silje Opseth (S)                | 81,5 m | 111,6  |
| Sofja Dmitrijewna Tichonowa (S) | 84,5 m | 110,8  |  | Alexandria Loutitt (LL)         | 83,0 m | 106,1  |
| Anna Rupprecht                  | 81,0 m | 098,1  |  | Pauline Heßler (S)              | 85,5 m | 112,5  |
| Anežka Indráčková               | 79,5 m | 100,8  |  | Marita Kramer (S)               | 91,5 m | 128,5  |
| Karolína Indráčková (LL)        | 80,0 m | 103,9  |  | Lidija Artjomowna Jakowlewa (S) | 80,0 m | 104,0  |
| Nika Vetrih                     | 78,0 m | 100,8  |  | Aleksandra Kustova (S)          | 82,0 m | 109,9  |
| Wang Liangyao                   | 76,0 m | 096,9  |  | Irina Andrejewna Awwakumowa (S) | 81,5 m | 111,5  |
| Irma Georgijewna Machinja (LL)  | 78,0 m | 104,3  |  | Joséphine Pagnier (S)           | 85,5 m | 116,8  |
| Peng Qingyue                    | 79,5 m | 097,3  |  | Eva Pinkelnig (S)               | 87,0 m | 119,1  |
| Haruka Iwasa (LL)               | 81,5 m | 103,1  |  | Sophie Sorschag (S)             | 86,5 m | 119,2  |
| Jenny Rautionaho                | 78,0 m | 098,7  |  | Jerneja Brecl (S)               | 81,5 m | 107,6  |
| Katra Komar                     | 75,5 m | 097,7  |  | Daniela Iraschko-Stolz (S)      | 84,5 m | 118,0  |
| Carina Vogt                     | 72,5 m | 085,1  |  | Nika Prevc (S)                  | 86,5 m | 121,3  |
| Jessica Malsiner                | 75,5 m | 089,7  |  | Yūka Setō (S)                   | 88,0 m | 119,9  |
| Lara Logar                      | 74,5 m | 088,6  |  | Špela Rogelj (S)                | 86,0 m | 119,2  |
| Logan Sankey                    | 76,5 m | 092,9  |  | Nika Križnar (S)                | 87,5 m | 122,5  |
| Klára Ulrichová                 | 73,5 m | 087,4  |  | Katharina Althaus (S)           | 86,0 m | 120,4  |
| Julia Clair                     | 72,5 m | 089,7  |  | Ema Klinec (S)                  | 86,0 m | 119,5  |
| Jerneja Repinc Zupančič         | 79,0 m | 098,5  |  | Sara Takanashi (S)              | 95,0 m | 134,4  |
| Natalie Eilers                  | 74,0 m | 084,1  |  | Urša Bogataj (S)                | 95,0 m | 131,4  |

S: Qualifiziert durch den Sieg im K.o.- Duell
LL: Qualifiziert als Lucky Loser

#### Endergebnis
| Rang | Name                        | Weite 1     | Weite 2     | Punkte |
| ---- | --------------------------- | ----------- | ----------- | ------ |
|      | Sara Takanashi              | 95,0 m 0(1) | 89,0 m 0(1) | 266,8  |
|      | Urša Bogataj                | 93,5 m 0(2) | 88,0 m 0(4) | 261,8  |
|      | Marita Kramer               | 91,5 m 0(3) | 89,5 m 0(3) | 259,5  |
| 04   | Ema Klinec                  | 86,0 m 0(8) | 94,5 m 0(2) | 251,8  |
| 05   | Nika Križnar                | 87,5 m 0(4) | 91,5 m 0(5) | 251,5  |
| 06   | Daniela Iraschko-Stolz      | 84,5 m (12) | 92,0 m 0(6) | 245,6  |
| 07   | Nika Prevc                  | 86,5 m 0(5) | 84,0 m 0(7) | 243,7  |
| 08   | Katharina Althaus           | 86,0 m 0(6) | 86,0 m 0(9) | 242,0  |
| 09   | Yūka Setō                   | 88,0 m 0(7) | 86,0 m (10) | 240,5  |
| 10   | Eva Pinkelnig               | 87,0 m (11) | 87,0 m (13) | 235,9  |
| 11   | Silje Opseth                | 81,5 m (18) | 89,5 m 0(8) | 233,5  |
| 12   | Thea Minyan Bjørseth        | 85,0 m (15) | 85,5 m (11) | 233,3  |
| 13   | Anna Odine Strøm            | 85,5 m (13) | 87,5 m (16) | 230,7  |
| 14   | Joséphine Pagnier           | 85,5 m (14) | 86,0 m (17) | 229,7  |
| 15   | Jacqueline Seifriedsberger  | 84,5 m (17) | 86,5 m (12) | 228,9  |
| 16   | Špela Rogelj                | 87,0 m 0(9) | 85,0 m (20) | 228,8  |
| 17   | Pauline Heßler              | 85,5 m (16) | 85,0 m (14) | 226,9  |
| 18   | Sophie Sorschag             | 86,5 m 0(9) | 81,5 m (23) | 225,1  |
| 19   | Irina Andrejewna Awwakumowa | 81,5 m (19) | 82,5 m (18) | 224,2  |
| 20   | Daniela Haralambie          | 80,5 m (23) | 81,5 m (15) | 220,8  |
| 21   | Sofja Dmitrijewna Tichonowa | 84,5 m (20) | 82,5 m (21) | 219,5  |
| 22   | Aleksandra Kustova          | 82,0 m (21) | 80,0 m (24) | 214,4  |
| 23   | Lidija Artjomowna Jakowlewa | 80,0 m (27) | 83,0 m (19) | 213,8  |
| 24   | Alexandria Loutitt          | 83,0 m (24) | 81,0 m (22) | 212,9  |
| 25   | Karolína Indráčková         | 80,0 m (28) | 80,0 m (25) | 205,6  |
| 26   | Jerneja Brecl               | 81,5 m (22) | 77,0 m (30) | 205,4  |

| Rang                                          | Name                      | Weite 1     | Weite 2     | Punkte |
| --------------------------------------------- | ------------------------- | ----------- | ----------- | ------ |
| 27                                            | Kaori Iwabuchi            | 80,0 m (25) | 76,5 m (29) | 204,4  |
| 28                                            | Irma Georgijewna Machinja | 78,0 m (26) | 76,5 m (28) | 203,7  |
| 29                                            | Juliane Seyfarth          | 78,0 m (30) | 80,0 m (26) | 203,1  |
| 30                                            | Haruka Iwasa              | 81,5 m (29) | 79,5 m (27) | 203,0  |
| Für den zweiten Durchgang nicht qualifiziert: |                           |             |             |        |
| 31                                            | Lisa Eder                 | 79,0 m (31) | –           | 101,8  |
| 32                                            | Yūki Itō                  | 78,0 m (32) | –           | 100,9  |
| 33                                            | Maja Vtič                 | 78,0 m (33) | –           | 100,8  |
|                                               | Anežka Indráčková         | 79,5 m (33) | –           | 100,8  |
|                                               | Nika Vetrih               | 78,0 m (33) | –           | 100,8  |
| 36                                            | Jenny Rautionaho          | 78,0 m (36) | –           | 098,7  |
| 37                                            | Jerneja Repinc Zupančič   | 79,0 m (37) | –           | 098,5  |
| 38                                            | Anna Rupprecht            | 81,0 m (38) | –           | 098,1  |
| 39                                            | Katra Komar               | 75,5 m (39) | –           | 097,7  |
| 40                                            | Peng Qingyue              | 79,5 m (40) | –           | 097,3  |
| 41                                            | Wang Liangyao             | 76,0 m (41) | –           | 096,9  |
| 42                                            | Julia Kykkänen            | 75,5 m (42) | –           | 095,4  |
| 43                                            | Logan Sankey              | 76,5 m (43) | –           | 092,9  |
| 44                                            | Kristina Prokopeva        | 73,5 m (44) | –           | 092,0  |
| 45                                            | Jessica Malsiner          | 75,5 m (45) | –           | 089,7  |
|                                               | Julia Clair               | 72,5 m (45) | –           | 089,7  |
| 47                                            | Lara Logar                | 74,5 m (47) | –           | 088,6  |
| 48                                            | Klára Ulrichová           | 73,5 m (48) | –           | 087,4  |
| 49                                            | Carina Vogt               | 72,5 m (49) | –           | 085,1  |
| 50                                            | Natalie Eilers            | 74,0 m (50) | –           | 084,1  |

## Gesamtwertung
| Rang | Name                        | Silvester– springen | Neujahrs– springen | Gesamt– wertung |
| ---- | --------------------------- | ------------------- | ------------------ | --------------- |
|      | Marita Kramer               | 259,9 0(2)          | 259,5 0(3)         | 519,4           |
|      | Nika Križnar                | 263,7 0(1)          | 251,5 0(5)         | 515,2           |
|      | Sara Takanashi              | 246,2 0(5)          | 266,8 0(1)         | 513,0           |
| 04   | Urša Bogataj                | 249,6 0(4)          | 261,8 0(2)         | 511,4           |
| 05   | Ema Klinec                  | 257,2 0(3)          | 251,8 0(4)         | 509,0           |
| 06   | Daniela Iraschko-Stolz      | 243,6 0(7)          | 245,6 0(6)         | 489,2           |
| 07   | Katharina Althaus           | 246,2 0(5)          | 242,0 0(8)         | 488,2           |
| 08   | Nika Prevc                  | 235,0 (11)          | 243,7 0(7)         | 478,7           |
| 09   | Eva Pinkelnig               | 237,7 0(9)          | 235,9 (10)         | 473,6           |
| 10   | Thea Minyan Bjørseth        | 235,4 (10)          | 233,3 (12)         | 468,7           |
| 11   | Yūka Setō                   | 226,3 (15)          | 240,5 0(9)         | 466,8           |
| 12   | Silje Opseth                | 227,1 (13)          | 233,5 (11)         | 460,6           |
| 13   | Joséphine Pagnier           | 228,6 (12)          | 229,7 (14)         | 458,3           |
| 14   | Špela Rogelj                | 226,6 (14)          | 228,7 (16)         | 455,3           |
| 15   | Jacqueline Seifriedsberger  | 221,7 (17)          | 228,9 (15)         | 450,6           |
| 16   | Anna Odine Strøm            | 219,4 (19)          | 230,7 (13)         | 450,1           |
| 17   | Irina Andrejewna Awwakumowa | 220,6 (18)          | 224,2 (19)         | 444,8           |
| 18   | Sophie Sorschag             | 217,3 (22)          | 225,1 (18)         | 442,4           |
| 19   | Daniela Haralambie          | 219,2 (21)          | 220,8 (20)         | 440,0           |
| 20   | Aleksandra Kustova          | 225,4 (16)          | 214,4 (22)         | 439,8           |
| 21   | Pauline Heßler              | 211,2 (24)          | 226,9 (17)         | 438,1           |
| 22   | Sofja Dmitrijewna Tichonowa | 216,2 (23)          | 219,5 (21)         | 435,7           |
| 23   | Alexandria Loutitt          | 219,4 (19)          | 212,9 (24)         | 432,3           |
| 24   | Jerneja Brecl               | 209,9 (26)          | 205,4 (26)         | 432,3           |
| 25   | Juliane Seyfarth            | 211,0 (25)          | 203,1 (29)         | 414,1           |
| 26   | Kaori Iwabuchi              | 201,8 (29)          | 204,4 (27)         | 406,2           |
| 27   | Irma Georgijewna Machinja   | 200,3 (30)          | 203,7 (28)         | 404,0           |

| Rang | Name                        | Silvester– springen | Neujahrs– springen | Gesamt– wertung |
| ---- | --------------------------- | ------------------- | ------------------ | --------------- |
| 28   | Lisa Eder                   | 239,1 0(8)          | 101,8 (31)         | 340,9           |
| 29   | Yūki Itō                    | 207,5 (28)          | 100,9 (32)         | 308,4           |
| 30   | Anna Rupprecht              | 209,3 (27)          | 098,1 (38)         | 307,4           |
| 31   | Karolína Indráčková         | 098,1 (37)          | 205,6 (25)         | 303,7           |
| 32   | Haruka Iwasa                | 092,7 (44)          | 203,0 (30)         | 295,7           |
| 33   | Lidija Artjomowna Jakowlewa |                     | 213,8 (23)         | 213,8           |
| 34   | Anežka Indráčková           | 102.2 (32)          | 100,8 (33)         | 203,0           |
| 35   | Nika Vetrih                 | 101,5 (33)          | 100,8 (33)         | 202,3           |
| 36   | Maja Vtič                   | 098,3 (36)          | 100,8 (33)         | 199,1           |
| 37   | Jenny Rautionaho            | 098,7 (35)          | 098,7 (36)         | 197,4           |
| 38   | Julia Kykkänen              | 101,3 (34)          | 095,4 (42)         | 196,7           |
| 39   | Wang Liangyao               | 097,2 (39)          | 096,9 (41)         | 194,1           |
| 40   | Peng Qingyue                | 095,6 (41)          | 097,3 (40)         | 192,9           |
| 41   | Katra Komar                 | 094,3 (43)          | 097,7 (39)         | 192,0           |
| 42   | Jerneja Repinc Zupančič     | 092,4 (45)          | 098,5 (37)         | 190,9           |
| 43   | Kristina Prokopeva          | 095,3 (42)          | 092,0 (44)         | 187,3           |
| 44   | Klára Ulrichová             | 097,2 (39)          | 087,4 (48)         | 184,6           |
| 45   | Jessica Malsiner            | 092,1 (46)          | 089,7 (45)         | 181,8           |
| 46   | Lara Logar                  | 087,5 (49)          | 088,6 (47)         | 176,1           |
| 47   | Julia Clair                 | 086,0 (50)          | 089,7 (45)         | 175,7           |
| 48   | Carina Vogt                 | 090,0 (48)          | 085,1 (49)         | 175,1           |
| 49   | Selina Freitag              | 102,6 (31)          |                    | 102,6           |
| 50   | Dong Bing                   | 097,8 (38)          |                    | 097,8           |
| 51   | Logan Sankey                |                     | 092,9 (43)         | 092,9           |
| 52   | Nicole Konderla             | 091,2 (47)          | 092,9 (43)         | 091,2           |
| 53   | Natalie Eilers              |                     | 084,1 (50)         | 084,1           |